# خماری (فیلم ۲۰۰۹)
خُماری (به انگلیسی: The Hangover) یک فیلم کمدی آمریکایی محصول سال ۲۰۰۹ به کارگردانی تاد فیلیپس و نویسندگی جان لوکاس و اسکات مور است. این فیلم نخستین قسمت از مجموعه‌فیلم خماری به‌شمار می‌آید.
در ایران فیلم همه چی آرومه ۱۳۹۱، قسمت ۳۴ تا ۳۷ سریال مسافران ۱۳۸۸ .
در فیلم خماری، بردلی کوپر، اد هلمز، زک گالیفیناکیس، هدر گراهام، جاستین بارتا و جفری تامبر ایفای نقش می‌کنند. داستان دربارهٔ فیل ونه‌ک (کوپر)، استو پرایس (هلمز)، آلن گارنر (گالیفیناکیس) و داگ بیلینگز (بارتا) است که برای برگزاری مهمانی مجردی به لاس وگاس ولی می‌روند تا ازدواج قریب‌الوقوع داگ را جشن بگیرند. اما صبح روز بعد، فیل، استو و آلن بیدار می‌شوند، در حالی‌که داگ ناپدید شده و آن‌ها هیچ یادآوری‌ای از اتفاقات شب گذشته ندارند. اکنون باید پیش از برگزاری مراسم عروسی، داگ را پیدا کنند.
لوکاس و مور فیلمنامه را با الهام از داستانی واقعی نوشتند؛ دوستی از تهیه‌کنندهٔ اجرایی کریس بندر پس از ناپدید شدن، با قبض بالایی از یک کلوب برهنه‌رقصی مواجه شده بود. پس از فروش فیلمنامه به استودیو با مبلغ ۲ میلیون دلار، فیلیپس و جرمی گارلیک بازنویسی آن را برعهده گرفتند و ماجراهایی مانند حضور یک ببر، پی‌رنگ فرعی مربوط به یک نوزاد و یک خودروی پلیس، و همچنین شخصیت مایک تایسون را به داستان افزودند. تصویربرداری اصلی طی ۱۵ روز در ایالت نوادا انجام شد و در این مدت، سه بازیگر اصلی (کوپر، هلمز و گالیفیناکیس) دوستی واقعی میان خود ایجاد کردند.
فیلم در ۵ ژوئن ۲۰۰۹ اکران شد و از نظر منتقدان و تماشاگران، موفقیتی چشم‌گیر به‌دست‌آورد. خماری به یکی از پرفروش‌ترین فیلم‌های سال ۲۰۰۹ تبدیل شد و بیش از ۴۶۷ میلیون دلار در سراسر جهان فروش داشت. این فیلم برندهٔ جایزه گلدن گلوب بهترین فیلم – موزیکال یا کمدی شد و جوایز متعدد دیگری نیز کسب کرد. خماری رکورد پرفروش‌ترین فیلم کمدی درجهٔ R در تاریخ سینمای آمریکا را شکست، رکوردی که پیش‌تر نزدیک به ۲۵ سال در اختیار فیلم پلیس بورلی هیلز بود.
دو دنباله برای این فیلم ساخته شد: خماری: قسمت دوم (۲۰۱۱) و خماری: قسمت سوم (۲۰۱۳). هر دو فیلم در گیشه موفق بودند، اما از نظر منتقدان، با استقبال خوبی روبه‌رو نشدند.

## خلاصه داستان
یک مراسم عروسی به‌زودی برپا خواهد شد. داگ داماد مراسم است و خیلی علاقه به رابطه دارد اما بعنوان مراسم آخرین شب مجرد بودن با سه دوست خود تصمیم می‌گیرد به لاس وگاس برود و مست کند. داگ و دوستان با هم به هتلی می‌روند و با استفاده از مشروبات الکلی به‌شدت مست می‌شوند. اما صبح روز بعد می‌بینند که کلی خرابکاری کرده‌اند و چیزی از شب قبل یادشان نمی‌آید و مهم‌تر از همه آن‌ها داگ را گم کرده‌اند که این محور اصلی داستان را شکل می‌دهد.

## مشروح داستان
دو روز پیش از مراسم ازدواجش، داگ بیلینگز به همراه دوستان صمیمی‌اش، فیل ونه‌ک (معلمی طعنه‌زن)، استو پرایس (دندان‌پزشک) و آلن گارنر (شوهر آیندهٔ عجیب‌وغریب خواهر نامزدش)، به لاس‌وگاس سفر می‌کند. پدر نامزد داگ، سید، خودروی مرسدس بنز کلاسیک خود را به او می‌سپارد تا با آن سفر کنند. آن‌ها سوئیتی در هتل سیزرز پالاس رزرو می‌کنند و برای جشن گرفتن، یواشکی به پشت‌بام هتل می‌روند و مشروب ییگرمایستر می‌نوشند.
صبح روز بعد، فیل، استو و آلن بیدار می‌شوند، بدون اینکه خاطره‌ای از شب قبل داشته باشند. داگ ناپدید شده، یک دندان استو افتاده، اتاق به‌هم ریخته، یک ببر بنگال در حمام و یک نوزاد در کمد حضور دارد. آن‌ها تشک داگ را می‌بینند که به مجسمه‌ای در بیرون هتل گیر کرده و وقتی درخواست ماشین می‌کنند، پارک‌بان به‌جای مرسدس، یک خودروی پلیس لاس‌وگاس را تحویل می‌دهد.
برای یافتن داگ، رد پای شب گذشته را دنبال می‌کنند و به بیمارستان می‌رسند. آنجا می‌فهمند که با مادهٔ روان‌گردان روهیپنول بی‌هوش شده‌اند و از بیمارستان به یک کلیسا رفته‌اند. در آن کلیسا می‌فهمند که استو با یک زن روسپی به‌نام جید ازدواج کرده، در حالی‌که با دوست‌دختر غرغرویش ملیسا در رابطه بوده است. بیرون از کلیسا، مردانی به آن‌ها حمله می‌کنند و دنبال شخصی به‌نام «او» می‌گردند. سه‌نفر فرار می‌کنند و جید را پیدا می‌کنند که معلوم می‌شود مادر نوزاد است.
آن‌ها به‌خاطر دزدیدن خودروی پلیس دستگیر می‌شوند. برای پس‌گرفتن مرسدس و آزادی زودهنگام، ندانسته داوطلب می‌شوند که هدف آزمایش باتون برقی پلیس شوند. هنگام رانندگی، مرد چینی برهنه‌ای به‌نام لزلی چو را در صندوق عقب پیدا می‌کنند. او به آن‌ها حمله می‌کند و می‌گریزد. آلن اعتراف می‌کند که خودش مواد را در نوشیدنی ریخته تا مطمئن شود شبی عالی در پیش خواهند داشت، در حالی‌که فکر می‌کرد آن ماده اکستازی است.
با بازگشت به سوئیت، مایک تایسون را می‌بینند که به آلن مشت می‌زند و خواهان بازگرداندن ببرش می‌شود. استو ببر را بیهوش می‌کند، آن را در مرسدس می‌گذارند و به خانهٔ تایسون می‌برند. ببر در راه بیدار می‌شود و به فیل حمله می‌کند و ماشین را آسیب می‌زند. آن‌ها خودرو را تا خانهٔ تایسون هل می‌دهند و ببر را تحویل می‌دهند. تایسون به آن‌ها فیلم دوربین امنیتی از شب قبل نشان می‌دهد که مشخص می‌کند داگ را بعد از بازگشت به هتل گم کرده‌اند.
در مسیر بازگشت، خودرویشان با یک کادیلاک اسکالید مشکی که چو و گروهش در آن هستند برخورد می‌کند. چو آن‌ها را به دزدیدن خودش و ۸۰٬۰۰۰ دلار ژتون پوکر متهم می‌کند. در حالی‌که آن‌ها انکار می‌کنند، چو تهدید می‌کند داگ را خواهد کشت اگر ژتون‌ها بازگردانده نشود. چون ژتون‌ها را پیدا نمی‌کنند، آلن با کمک استو و جید، با استفاده از مهارتش در شمارش کارت‌ها، در بازی بلک‌جک ۸۲٬۴۰۰ دلار برنده می‌شود.
آن‌ها در بیابان موهاوی با چو ملاقات می‌کنند تا چیپ‌ها را با داگ مبادله کنند، اما مشخص می‌شود که «داگ» در واقع فروشندهٔ مواد مخدر است که به اشتباه داروی غلط را به آلن داده است. با تنها پنج ساعت مانده به مراسم عروسی واقعی داگ، فیل با تریسی تماس می‌گیرد و می‌گوید نمی‌توانند داگ را پیدا کنند. در همان لحظه، داگ اشتباهی اشاره می‌کند که کسی که روفیز مصرف کند، احتمال دارد روی زمین بیافتد نه روی پشت‌بام، و این باعث می‌شود استو بفهمد داگ کجاست.
آن‌ها به هتل سیزرز پالاس بازمی‌گردند و داگ را آشفته، آفتاب‌سوخته و روی پشت‌بام پیدا می‌کنند. معلوم می‌شود که دوستانش او را برای شوخی آنجا گذاشته‌اند و او پس از برطرف‌شدن اثر مواد، تلاش کرده با پرتاب تشک کمک بخواهد. پیش از رفتن، استو قرار می‌گذارد که هفتهٔ بعد با جید ملاقات کند.
چون پروازی در دسترس نیست، چهار نفر با همان مرسدس آسیب‌دیده به خانه بازمی‌گردند. داگ در راه می‌گوید که هنوز ۸۰٬۰۰۰ دلار اصلی چو را دارد. با وجود تأخیر، داگ و تریسی ازدواج می‌کنند. در مراسم، استو با شادی رابطه‌اش را با ملیسا تمام می‌کند. آلن دوربین استو را پیدا می‌کند که حاوی عکس‌هایی از شب لاس‌وگاس است؛ آن‌ها توافق می‌کنند عکس‌ها را یک بار ببینند و بعد پاکشان کنند.

## بازیگران
| نام             | شخصیت       | توضیحات |
| --------------- | ----------- | ------- |
| برادلی کوپر     | فیل وینک    |         |
| اد هلمس         | استو پریک   |         |
| زک گالیفیاناکیس | آلن گارنر   |         |
| جاستین بارتا    | داگ بیلینگس |         |
| جیلیان ویگمن    | استفنی      |         |
| کن جیونگ        | آقای چاو    |         |
| ساشا باره‌سی     | تریسی       |         |

## جوایز

### گلدن گلوب۲۰۰۹
خماری در شصت و هفتمین مراسم گلدن گلوب (۲۰۰۹) برنده جایزه بهترین فیلم کمدی یا موزیکال شد.

## دنباله‌ها
- خماری: قسمت دوم (۲۰۱۱)
- خماری: قسمت سوم (۲۰۱۳)